# Baksiganj
Baksiganj (en bengali : বকশিগঞ্জ) est une upazila du Bangladesh dans le district de Jamalpur. En 1991, on y dénombrait 157 403 habitants.